# 于尔根·托伊尔考夫
于尔根·托伊尔考夫（德語：Jürgen Theuerkauff，1934年9月8日—），德国男子击剑运动员。他曾代表德国联队、西德参加1960年、1964年和1968年夏季奥林匹克运动会击剑比赛，其中1960年奥运会获得一枚铜牌。